# 3OH!3
3OH!3 (gesprochen „three oh three“) ist eine US-amerikanische Elektro-Band aus Boulder (Colorado), die viele Einflüsse aus dem Underground-Hip-Hop hat. Ihr Name bezieht sich auf die Telefonvorwahl 303 von Zentral-Colorado.

## Geschichte
Die Mitglieder von 3OH!3 sind Sean Foreman, Nathaniel Motte und DJ Hardesty Foreman. Letzterer, der vor Gründung von 3OH!3 noch der Band Eight Hour Orphans angehörte, kam auf die Idee, mit Motte einige Mixe zusammenzustellen.
Zu ihrem Erfolg verhalfen ihnen die guten Verbindungen zu weiteren lokalen Größen wie Grace Gale, Signal to Noise und The Blackout Pact sowie ein Auftritt als Vorband von Katy Perry.
Ihr größter Erfolg bisher ist das Lied Don’t Trust Me, das die Band international bekannt machte und für das sie aufgrund der Verkäufe mehrfach Platin erhielt (in Kanada, den Vereinigten Staaten und Australien). Auch für die Single Starstrukk, für die sie Katy Perry gewinnen konnten, erhielt die Band in den Vereinigten Staaten und Australien Platin.

## Diskografie

### Studioalben
| Jahr | Titel           | Höchstplatzierung, Gesamtwochen, AuszeichnungChartplatzierungen (Jahr, Titel, Platzierungen, Wochen, Auszeichnungen, Anmerkungen) | Höchstplatzierung, Gesamtwochen, AuszeichnungChartplatzierungen (Jahr, Titel, Platzierungen, Wochen, Auszeichnungen, Anmerkungen) | Höchstplatzierung, Gesamtwochen, AuszeichnungChartplatzierungen (Jahr, Titel, Platzierungen, Wochen, Auszeichnungen, Anmerkungen) | Anmerkungen                           |
| Jahr | Titel           | DE | UK | US | Anmerkungen                           |
| ---- | --------------- | --- | --- | --- | ------------------------------------- |
| 2007 | 3OH!3           | — | — | — | Erstveröffentlichung: 2. Juli 2007    |
| 2009 | Want            | — | UK77 (2 Wo.)UK | US44 Platin · (34 Wo.)US | Erstveröffentlichung: 8. Juli 2009    |
| 2010 | Streets of Gold | DE99 (1 Wo.)DE | UK19 (4 Wo.)UK | US7 (11 Wo.)US | Erstveröffentlichung: 29. Juni 2010   |
| 2013 | Omens           | — | — | US81 (1 Wo.)US | Erstveröffentlichung: 18. Juni 2013   |
| 2016 | Night Sports    | — | — | US170 (1 Wo.)US | Erstveröffentlichung: 13. Mai 2016    |
| 2021 | Need            | — | — | — | Erstveröffentlichung: 27. August 2021 |

### EPs
- 2008: Live Session EP
- 2009: 3OH!3 / Innerpartysystem Split 7
- 2012: SHT: From the Vault

### Singles als Leadmusiker
| Jahr | Titel Album                       | Höchstplatzierung, Gesamtwochen, AuszeichnungChartplatzierungen (Jahr, Titel, Album, Platzierungen, Wochen, Auszeichnungen, Anmerkungen) | Höchstplatzierung, Gesamtwochen, AuszeichnungChartplatzierungen (Jahr, Titel, Album, Platzierungen, Wochen, Auszeichnungen, Anmerkungen) | Höchstplatzierung, Gesamtwochen, AuszeichnungChartplatzierungen (Jahr, Titel, Album, Platzierungen, Wochen, Auszeichnungen, Anmerkungen) | Höchstplatzierung, Gesamtwochen, AuszeichnungChartplatzierungen (Jahr, Titel, Album, Platzierungen, Wochen, Auszeichnungen, Anmerkungen) | Anmerkungen                                              |
| Jahr | Titel Album                       | DE | AT | UK | US | Anmerkungen                                              |
| ---- | --------------------------------- | --- | --- | --- | --- | -------------------------------------------------------- |
| 2009 | Don’t Trust Me Want               | DE95 (1 Wo.)DE | — | UK21 Gold · (15 Wo.)UK | US7 ×5Fünffachplatin · (37 Wo.)US | Erstveröffentlichung: 8. Juni 2009                       |
| 2009 | Starstrukk Want                   | — | AT48 (7 Wo.)AT | UK3 Platin · (26 Wo.)UK | US66 ×2Doppelplatin · (12 Wo.)US | Erstveröffentlichung: 8. September 2009 feat. Katy Perry |
| 2010 | Follow Me Down Almost Alice OST   | — | — | — | US89 (2 Wo.)US | Erstveröffentlichung: Februar 2010 feat. Neon Hitch      |
| 2010 | My First Kiss Streets of Gold     | DE37 (7 Wo.)DE | AT28 (7 Wo.)AT | UK7 Silber · (11 Wo.)UK | US9 Gold · (18 Wo.)US | Erstveröffentlichung: 4. Mai 2010 feat. Ke$ha            |
| 2010 | Touchin’ on My Streets of Gold    | — | — | — | US49 (2 Wo.)US | Erstveröffentlichung: 24. Mai 2010                       |
| 2010 | Déjà vu Streets of Gold           | — | — | — | US75 (1 Wo.)US | Erstveröffentlichung: 1. Juni 2010                       |
| 2010 | Double Vision Streets of Gold     | — | — | — | US87 (4 Wo.)US | Erstveröffentlichung: 15. Juni 2010                      |
| 2010 | I Can Do Anything Streets of Gold | — | — | — | US100 (1 Wo.)US | Erstveröffentlichung: 2010                               |
| 2010 | Hit It Again Streets of Gold      | — | — | — | US66 (1 Wo.)US | Erstveröffentlichung: 21. Dezember 2010                  |
| 2011 | Set You Free SHT: From the Vault  | — | — | — | US84 (1 Wo.)US | Erstveröffentlichung: 2011                               |

Weitere Singles
- 2007: Electroshock
- 2011: Robot
- 2011: Bang Bang
- 2012: You’re Gonna Love This
- 2012: Youngblood
- 2012: Do or Die
- 2013: Back to Life

### Singles als Gastmusiker
| Jahr | Titel Album           | Höchstplatzierung, Gesamtwochen, AuszeichnungChartplatzierungen (Jahr, Titel, Album, Platzierungen, Wochen, Auszeichnungen, Anmerkungen) | Höchstplatzierung, Gesamtwochen, AuszeichnungChartplatzierungen (Jahr, Titel, Album, Platzierungen, Wochen, Auszeichnungen, Anmerkungen) | Höchstplatzierung, Gesamtwochen, AuszeichnungChartplatzierungen (Jahr, Titel, Album, Platzierungen, Wochen, Auszeichnungen, Anmerkungen) | Höchstplatzierung, Gesamtwochen, AuszeichnungChartplatzierungen (Jahr, Titel, Album, Platzierungen, Wochen, Auszeichnungen, Anmerkungen) | Höchstplatzierung, Gesamtwochen, AuszeichnungChartplatzierungen (Jahr, Titel, Album, Platzierungen, Wochen, Auszeichnungen, Anmerkungen) | Anmerkungen                                              |
| Jahr | Titel Album           | DE | AT | CH | UK | US | Anmerkungen                                              |
| ---- | --------------------- | --- | --- | --- | --- | --- | -------------------------------------------------------- |
| 2010 | Blah Blah Blah Animal | DE11 (7 Wo.)DE | AT21 (8 Wo.)AT | CH30 (9 Wo.)CH | UK11 Silber · (13 Wo.)UK | US7 ×3Dreifachplatin · (20 Wo.)US | Erstveröffentlichung: 16. Februar 2010 Ke$ha feat. 3OH!3 |
| 2010 | Hey Crunk Rock        | — | — | — | — | US62 (2 Wo.)US | Erstveröffentlichung: August 2010 Lil Jon feat. 3OH!3    |

### Musikvideos
| Jahr | Titel                            | Regisseur(e)                       |
| ---- | -------------------------------- | ---------------------------------- |
| 2007 | Electroshock                     |                                    |
| 2007 | Holler Till You Pass Out         | Isaac Ravishankara                 |
| 2009 | Don’t Trust Me                   | Travis Kopach / Issac Ravishankara |
| 2009 | Hey Lil Jon feat. 3OH!3          |                                    |
| 2009 | Starstrukk (Solo-Version)        | Steve Jocz                         |
| 2009 | Starstrukk (Duett-Version)       | Marc Klasfeld / Steve Jocz         |
| 2010 | Blah Blah Blah Ke$ha feat. 3OH!3 | Brendan Malloy                     |
| 2010 | House Party                      | Isaac Ravishankara                 |
| 2010 | My First Kiss                    | Isaac Ravishankara                 |
| 2010 | Double Vision                    | Evan Bernard                       |
| 2010 | Touchin’ on My                   |                                    |
| 2011 | Robot                            | Mike Diva                          |
| 2011 | Bang Bang                        |                                    |
| 2011 | Set You Free                     |                                    |
| 2012 | You’re Gonna Love This           | Isaac Ravishankara                 |
| 2013 | Back to Life                     | Mickey Finnegan                    |

## Auszeichnungen für Musikverkäufe
| Goldene Schallplatte - Neuseeland - 2009: für die Single Don’t Trust Me - 2010: für die Single Blah Blah Blah - Schweden - 2011: für die Single Blah Blah Blah - Vereinigte Staaten - 2023: für das Lied Richman Platin-Schallplatte - Australien - 2009: für die Single Don’t Trust Me - 2010: für die Single My First Kiss - Kanada - 2010: für die Single My First Kiss - Neuseeland - 2015: für die Single Starstrukk | 2× Platin-Schallplatte - Australien - 2010: für die Single Starstrukk - 2018: für die Single Blah Blah Blah - Kanada - 2010: für die Single Blah Blah Blah - 2023: für die Single Starstrukk 3× Platin-Schallplatte - Kanada - 2009: für die Single Don’t Trust Me |

Anmerkung: Auszeichnungen in Ländern aus den Charttabellen bzw. Chartboxen sind in ebendiesen zu finden.
| Land/RegionAuszeichnungen für Musikverkäufe (Land/Region, Auszeichnungen, Verkäufe, Quellen) | Silber     | Gold     | Platin       | Verkäufe   | Quellen                                     |
| -------------------------------------------------------------------------------------------- | ---------- | -------- | ------------ | ---------- | ------------------------------------------- |
| Australien (ARIA)                                                                            | —          | —        | 6× Platin6   | 420.000    | aria.com.au                                 |
| Kanada (MC)                                                                                  | —          | —        | 8× Platin8   | 640.000    | musiccanada.com                             |
| Neuseeland (RMNZ)                                                                            | —          | 2× Gold2 | Platin1      | 30.000     | aotearoamusiccharts.co.nz radioscope.net.nz |
| Schweden (IFPI)                                                                              | —          | Gold1    | —            | 20.000     | sverigetopplistan.se                        |
| Vereinigte Staaten (RIAA)                                                                    | —          | 2× Gold2 | 11× Platin11 | 12.000.000 | riaa.com                                    |
| Vereinigtes Königreich (BPI)                                                                 | 2× Silber2 | Gold1    | Platin1      | 1.400.000  | bpi.co.uk                                   |
| Insgesamt                                                                                    | 2× Silber2 | 6× Gold6 | 27× Platin27 |            |                                             |